# Flavien Hugonin
Antoine-Abel-Flavien Hugonin (* 3. Juli 1823 in Thodure, Dép. Isère; † 2. Mai 1898 in Caen) war ein französischer Bischof.

## Leben
Flavien Hugonin besuchte das Kolleg in Bourgoin, bis ihn 1839 der Direktor und spätere Bischof von Orléans, Félix Dupanloup, an das Kleine Seminar von Saint-Nicolas-du-Chardonnet in Paris zog. 1843 folgten die philosophischen Studien am Seminar in Issy, 1845 die Theologie an Saint-Sulpice in Paris; 1847 wechselte er an die ’École des Hautes Études Ecclésiastiques’ (»École de Carmes«) ebenda.
Am 25. Mai 1850 durch Erzbischof Sibour zum Priester geweiht, lehrte er Literatur und Philosophie an der ’École de Carmes’, wurde 1852 von der Pariser Universität zum Doktor der Philosophie und 1856 zum Doktor der Theologie promoviert. Von 1859 an supplierte er in Vertretung des erkrankten Dekans Henri Maret Dogmatik an der theologischen Fakultät der Sorbonne. Nach der Berufung des Direktors der ’École de Carmes’, des Abbé Cruice, auf den Bischofsstuhl von Marseille 1861 wurde Hugonin zum Direktor bestellt und 1862 auch zum Dekan des Kapitels von Sainte-Geneviève.
Am 13. Juli 1866 durch Dekret Napoléons III. zum Bischof von Bayeux-Lisieux ernannt, erhielt Hugonin wegen Meinungsverschiedenheiten zwischen dem Heiligen Stuhl und der französischen Regierung erst am 22. Februar 1867 die päpstliche Bestätigung. Am 1. Mai 1867 wurde er durch Mgr. Dupanloup, seinen frühen Förderer, geweiht und acht Tage darauf in Bayeux feierlich inthronisiert.
Mgr. Hugonin nahm 1869 am Ersten Vatikanischen Konzil teil, wo er zu den Gegnern des Unfehlbarkeitsdogmas gehörte. Er akzeptierte es aber und ließ es in seiner Diözese verkünden. Nach dem Deutsch-Französischen Krieg von 1870/71 weihte er die Diözese dem hl. Herzen Jesu und verfügte, dass der Jahrestag der Weihe jährlich am ersten Adventssonntag gefeiert würde. Am 22. Juni 1872 krönte er die Marienstatue ’Notre Dame de la Délivrande’ in Douvres-la-Délivrande und feierte 25 Jahre später die Erhebung der dortigen Kirche zur Basilica minor.
Bischof Hugonin berief zwei Diözesansynoden ein, eine am 20. September 1875 und eine weitere am 8. Juli 1878, auf der er die neuen Diözesanstatuten in Kraft setzte. Am 3. Juli 1882 verpflichtete er seinen Klerus auf das römische Rituale. 1887 erteilte er der jungen Thérèse Martin (Therese von Lisieux) die erbetene Dispens, trotz ihres jugendlichen Alters (15 Jahre) in den Karmel von Lisieux eintreten zu dürfen; 1889 nahm er ihre Einkleidung vor. 1892 ließ er die Gebeine des hl. Exupère, des ersten Bischofs von Bayeux, feierlich rekognoszieren und verehren.
Selbst ehemaliger Universitätsprofessor, legte Hugonin großen Wert auf eine fundierte wissenschaftliche Ausbildung. Während seines Episkopats wurde das kleine Seminar in Lisieux neu erbaut und der von seinem Vorgänger Mgr. Didiot begonnene Bau des Seminars in Villiers vollendet. 1875 gehörte Hugonin zu den Mitbegründern der Katholischen Universität Paris (Institut Catholique de Paris).
Mgr. Hugonin war Ehrendomherr mehrerer französischer Diözesen und seit 1867 Ritter der Ehrenlegion. 1892 erhielt er von Papst Leo XIII. das Pallium. Die Erhebung zum Erzbischof von Lyon 1893 lehnte er ab. Er starb am 2. Mai 1898 in Caen und wurde neben seinem Vorgänger Didiot in der Kathedrale von Bayeux beigesetzt. Die Leichenpredigt hielt Bischof Touchet von Orléans.

## Werke
- Essai sur la fondation de l’école de St Victor de Paris. Paris 1854.
- De materia et forma apud sanctum Thomam. Paris 1854.
- Ontologie ou étude des lois de pensée. 2 Bände, Paris 1856 und 1857.
- Philosophie du droit social. Paris 1885.